# Biernów
Biernów (niem. Quisbernow) – wieś w Polsce położona w województwie zachodniopomorskim, w powiecie świdwińskim, w gminie Rąbino.
Kilkaset metrów na wschód od Biernowa płynie struga Bukowa.

## Historia
Historia pisana miejscowości sięga roku 1493 i określa się ją jako wieś o metryce średniowiecznej, lenno rodu von Manteuffel.

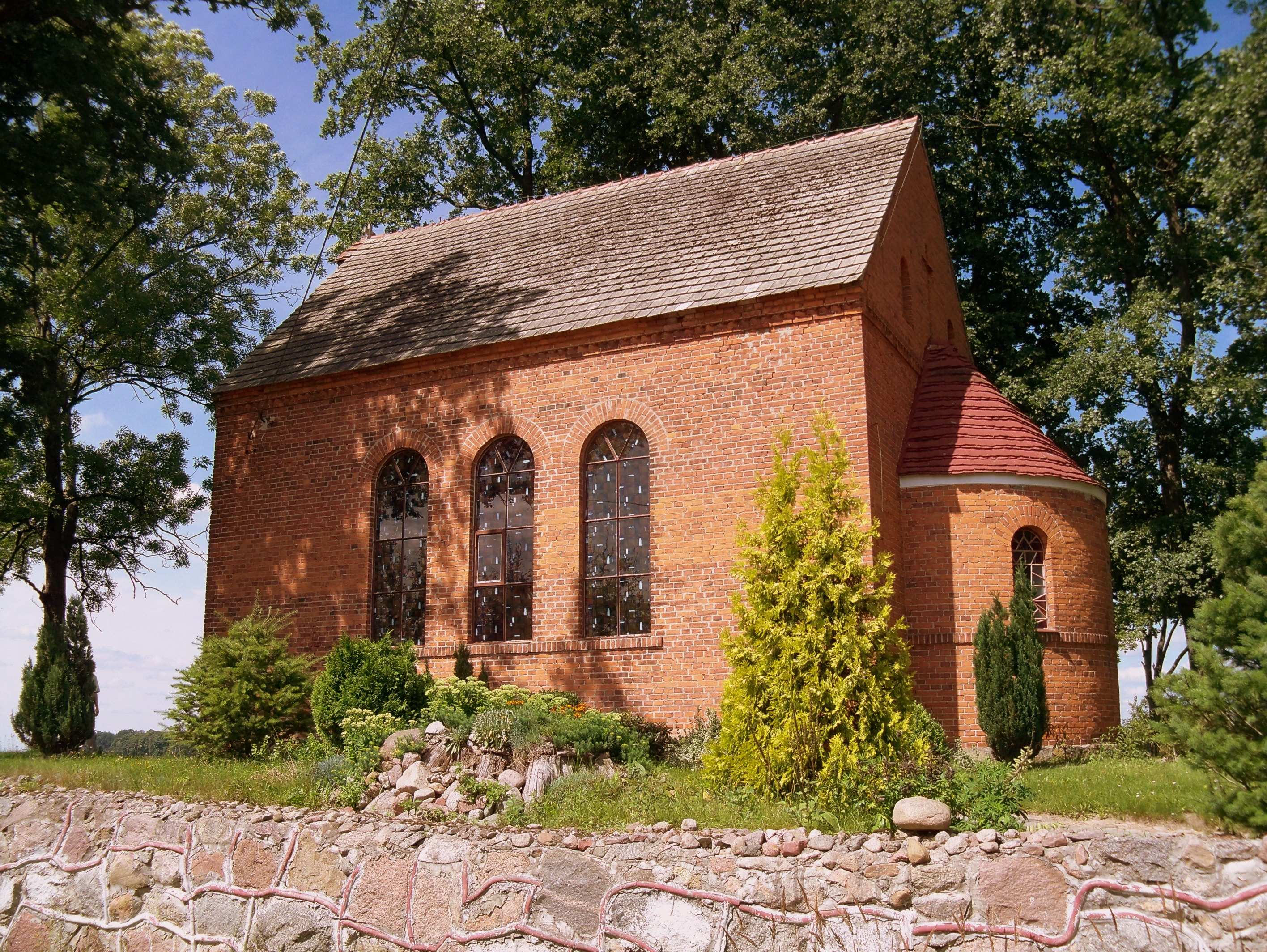
kościół filialny

 W tym samym roku odnotowano istnienie kościoła, którego fundatorem był Johann von Zozenow. W I połowie XVIII w. majątek rycerski składał się z dwóch folwarków i należał do rodziny Manteuffel. W 1728 r. dołączono do Biernowa dobra w Buślarach. W 1773 r. część posiadłości, za sumę 1000 talarów kupił Anton von Krock. Na początku XIX w. majątek wchodził w skład dóbr rodu von Zozenow., ale już w latach 30. XIX w. należał do rodziny Schmieden, a od 1883 r. do rodziny Gottschlak i od 1861 r. do rodziny Malue. W 1892 r. majątek Biernów zajmował 842 ha w tym pola uprawne 519 ha. Z tego okresu pochodzą założenia parkowo-pałacowe wraz z zabudowaniami folwarcznymi. W latach 20. XX w. majątek podupadł i uległ zmniejszeniu do 575 ha.
Od 2007 trwa stopniowa rewaloryzacja ujętych w ewidencji zabytków dawnych zabudowań folwarcznych oraz parku podworskiego ze stawami. W 2022 zakończono remont zabytkowej piwnicy po byłej gorzelni.